# Marta Gut
Marta Gut (ur. 30 kwietnia 1983 w Chełmnie) – polska modelka i fotomodelka.
Wystąpiła w polskiej edycji Playboya Playmate miesiąca (lipiec 2007) oraz Playboy Playmate Roku (czerwiec 2008), 2 razy gościła na łamach amerykańskiego DXL Magazine oraz CKM-u, oficjalna twarz gry Need For Speed Hot Pursuit,
Brała udział w sesjach reklamowych m.in.: perfum Axe, słodyczy Wawel SA, piwa Gingers oraz serialach m.in. "Malanowski i partnerzy"  i innych.